# Ponto (nave)
Il ponto era un bastimento da carico utilizzato soprattutto nell'area mediterranea, a partire dal I secolo d.C., adibito al trasporto marittimo di grandi quantità e a lunga distanza (tipico l'esempio del grano egiziano).

## Caratteristiche
La stazza raggiungeva le trecento tonnellate, distribuite su una lunghezza di circa cinquanta metri e una larghezza di dodici. L'albero di maestra era caratterizzato dalla presenza di una vela quadra e di un pennone, così come l'albero di trinchetto, che era inclinato in avanti.
Il timone era abitualmente situato sul lato destro della imbarcazione (dritta).
La barca veniva abitualmente rinforzata con delle specie di cinture di legno e con cavi, a causa di una certa fragilità strutturale.
L'imbarcazione non consentiva agi e comodità ai marinai e ai viaggiatori che non avevano a disposizione luoghi coperti.
Il ponto non era una imbarcazione molto veloce e non consentiva alcune manovre, quale la virata di bordo in poppa.

### Il ponto di san Paolo
Il ponto è rimasto storicamente legato al trasporto di san Paolo da Myre a Malta, così come è rimasto agli annali, il suo naufragio sul litorale di Malta causato proprio dalla difficile manovrabilità del mezzo. Il ponto trasportò i prigionieri cristiani trasferiti a Roma.